# Thomas Wentworth (1er baron Wentworth)
Thomas Wentworth, 1er baron Wentworth et de jure 6e baron le Despencer, (1501-3 mars 1551) est un pair et courtisan anglais pendant la dynastie Tudor.

## Biographie
Les Wentworth sont originaires du Yorkshire mais une branche de la famille s'est installée à Nettlestead, Suffolk au milieu du XVe siècle, où Wentworth est né. Il est le fils aîné de Richard Wentworth, de jure 5e baron le Despencer de la création de 1387, et est un neveu de Margery Wentworth, la mère de Jane Seymour. Sa mère Anne Tyrrell, est la fille de James Tyrrell, le supposé meurtrier des Princes de la Tour. Il a deux frères plus jeunes, Philip et Richard, et cinq sœurs, Anne, Elizabeth, Dorothy, Margery et Thomasine.

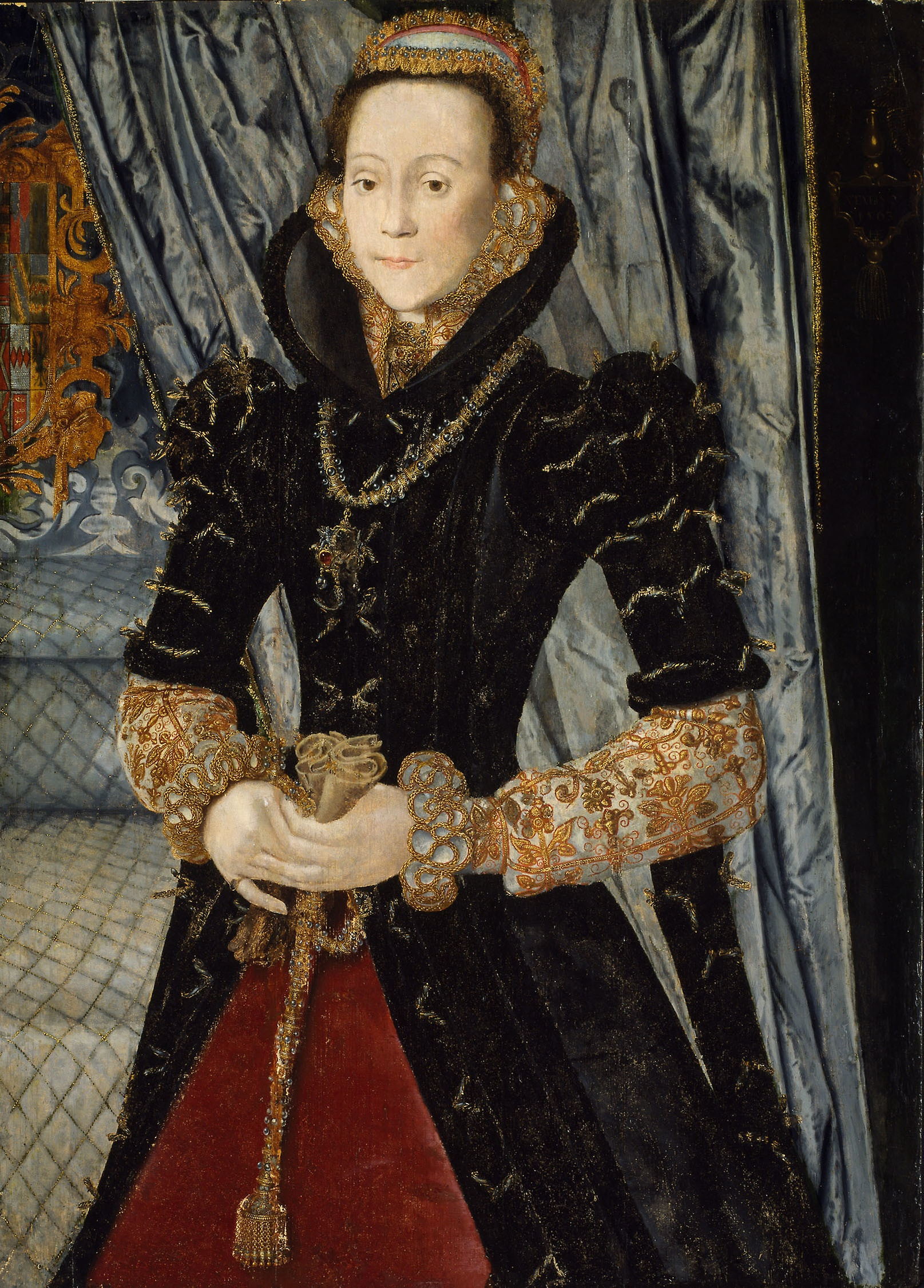
Portrait d'une dame de la famille Wentworth (probablement Jane Cheyne), 1563 par Hans Eworth.

Vers 1520, Wentworth épouse Margaret Fortescue, la fille aînée d'Adrien Fortescue. Ils ont Thomas, plus tard le 2e baron Wentworth. Parmi ses filles, Jane épouse Henry Cheyne, 1er baron Cheyne, Margery épouse John Williams, 1er baron Williams de Thame puis William Drury, Dorothy épouse l'explorateur Martin Frobisher et Anne épouse John Pooley.
En 1523, Wentworth participe à l'invasion ratée de la France par le duc de Suffolk et est fait chevalier. En 1529, il est également créé baron Wentworth dans la pairie d'Angleterre. Il est l'un des pairs qui signe la lettre au pape en faveur du divorce d'Henri VIII avec Catherine d'Aragon. En 1536, il participe aux procès d'Anne Boleyn et de son frère, Lord Rochford et à ceux de Lord Montagu et du marquis d'Exeter en 1538.
En 1550, Lord Wentworth est nommé Lord-chambellan d'Édouard VI et meurt l'année suivante. Ses funérailles ont lieu à l'Abbaye de Westminster et il est enterré dans la chapelle Saint-Jean-Baptiste de l'abbaye. Son titre passe à son fils aîné, Thomas.